# Rørhat-ordenen
Rørhat-ordenen (Boletales) er en orden af svampe med over 1300 arter der kan være ret forskellige. Rørhatte er den mest kendte gruppe af svampe i ordenen, men der forekommer også andre typer, herunder flere lamelsvampe. Bemærk at en række svampe i ordenen, også blandt de egentlige rørhatte, er giftige, men ordenen rummer også nogle af vores bedste spisesvampe, bl.a. Spiselig rørhat, også kendt som Karl Johan. De fleste svampe i ordenen er Mykorrhiza-svampe.
| Familier |

- Rørhat-familien (Boletaceae)
- Boletinellaceae
- Calostomataceae
- Tømmersvamp-familien (Coniophoraceae)
- Diplocystaceae
- Gasterellaceae
- Gastrosporiaceae
- Slimslør-familien (Gomphidiaceae)
- Gyroporaceae
- Orangekantarel-familien (Hygrophoropsidaceae)
- Hymenogasteraceae
- Netbladhat-familien (Paxillaceae)
- Protogastraceae
- Rhizopogonaceae
- Sclerodermataceae
- Hussvamp-familien (Serpulaceae)
- Suillaceae
- Viftesvamp-familien (Tapinellaceae)

Slægter med usikker placering
- Durianella
- Jaapia

| Svampe | Spire Denne artikel om svampe er en spire som bør udbygges. Du er velkommen til at hjælpe Wikipedia ved at udvide den. |